# Ненад Фејић
Ненад Фејић (Женева, 6. септембар 1950) српски је историчар.
Гимназију и Филозофски факултет, група за историју завршио је у Београду. На истом факултету одбранио је магистарски рад О которској канцеларији (1978). Докторирао је на Филозофском факултету у Београду 1986. тезом Шпанци у дубровнику у XIV и XV веку. Годинама је истраживао у архивима у Котору и Дубровнику, а такође и у шпанским архивама (Барселона, Севиља и Симанкас). У Историјском институту САНУ ради од 1978. године. Од 1990, као гостујући доцент и професор на универзитетима у Поатјеу и Лиможу (Француска). 
Бави се истраживањем односа српских средњовековних земаља и градова са политичким и привредним средиштима западног Средоземља, а такође и помоћним историјским наукама. 

## Важнији радови
- Которска канцеларија у средњем веку, 1980.
- Дубровчанин Бенко Котруљевић пред судом краљице Марије Арагонске у Барселони, 1983.
- Шпанци у Дубровнику у средњем веку, 1988.
- Ширење круга извора о косовском боју, 1990.
- Notes sur la traité des esclaves de Bosnie à Barcelone au Moyen age, 1982.
- Le séjour des seigneurs de la suite de Louis I duc d'Anjou à Dubrovnik de 1383 à 1385, 1982.
- Le développement urbain de Dubrovnik depuis la fondation jusqu'au XV siècle, 1985.
- Ragusei e Spagnoli nel medio evo, 1990.
- Les Catalons à Dubrovnik et dans le bassin adriatique, 1994.
- Les Balkans aux yeux des voyageres occidentaux au Moyen age, 1996.